# Guaygata howdeni
Guaygata howdeni är en stekelart som beskrevs av Marsh 1993. Guaygata howdeni ingår i släktet Guaygata och familjen bracksteklar. Inga underarter finns listade i Catalogue of Life.